# Thales din Milet
Thales din Milet (în greacă: Θαλής ο Μιλήσιος, Thalḗs ho Milḗsios; n. 625 î.Hr., Milet, Ionia, Turcia – d. anii 540 î.Hr., Milet, Ionia, Turcia) a fost un filozof grec presocratic, care a contribuit la dezvoltarea matematicii, astronomiei, filozofiei. Este considerat părintele științelor.
Herodot, primul autor care-l menționează pe Thales, afirmă că strămoșii acestuia erau fenicieni, dar Diogenes Laertios adaugă că cei mai mulți scriitori îl prezintă ca aparținând unei vechi familii milesiene. Numele tatălui său era Examyes, nume obișnuit pentru un cetățean milesian, iar mama purta numele grecesc de Cleobulina.
Thales a murit la o vârstă înaintată, în timpul unor manifestări sportive, din cauza unor călduri excesive. Pe mormântul său este o inscripție care spune: „Aici, într-un mormânt strâmt zace Marele Thales; totuși renumita sa înțelepciune a ajuns la ceruri”.
Deși niciuna dintre scrierile lui nu a fost găsită, opera sa a fost păstrată prin intermediul scrierilor altor autori.

## Percepția în epocă
Era nominalizat în toate listele tradiționale ale celor "Șapte Înțelepți", inclusiv în cea a lui Platon. Avea o reputație de priceput om politic, iar istoria relatată de Herodot despre deturnarea cursului râului Halys atestă reputația și capacitatea sa de inginer.
Thales și-a pus întrebări despre natura universului și a dat răspunsuri care nu au luat în considerare zeii și demonii. Renunțarea la mitologie a fost un pas crucial în gândirea științifică și a condus la o explozie intelectuală care a durat sute de ani. Se pare că este primul care a rupt tradiția gândirii dependente de supranatural, trecând la real.
Thales a fost fondatorul filosofiei grecești și a Școlii Milesiene a cosmologiștilor. A fost contemporan cu Solon și Cresus. Pentru că nu căuta întotdeauna răspunsuri la probleme practice, Thales era văzut de unii oameni ca un om înțelept, dar imprudent: o scriere a lui Platon (Theaitetos) ni-l prezintă căzând într-o fântână pentru că era prea ocupat să studieze stelele. Totuși, această aparent imprudentă observare a stelelor a condus la aplicații practice în navigație: el a studiat mișcarea stelelor din Carul Mic, după care navigau fenicienii, după cum relatează Callimachos în Pfeiffer. În plus, el a demonstrat caracterul practic al filozofiei sale, atunci când și-a folosit cunoștințele ca să prezică o recoltă bogată de măsline și să pună monopol pe presele de ulei de măsline (cf. Aristotel, Politica).
Thales a călătorit foarte mult, fiind implicat și în comerț. În timpul călătoriilor sale, a adunat o mulțime de cunoștințe pe care le-a dat lumii grecești. De exemplu, Herodot povestește cum a prezis eclipsa de soare din 584 î.Hr., folosind cercetările și cunoștințele dobândite de la preoții babilonieni.

## Identificarea elementelor materiei
Thales a fost primul filozof grec care a introdus noțiunea de element material primar al tuturor lucrurilor și fenomenelor cosmice și pe care l-a identificat ca fiind apa. Importanța apei în viață și în natură a fost, probabil, principalul motiv care l-a condus pe Thales la această concluzie. În Teologia Orphică este precizat că "apa există de la începuturi și ea este materia din care s-a solidificat pământul". Apa, aerul, focul sau orice alt principiu au fost pentru filozofii presocratici rădăcina vieții, a sufletului și, în general, puterea naturii vii. Vechii greci au numit această putere "Fiesthe". Thales caută motivația mișcării acestei substanțe, presupunând existența unui suflet mișcător.
Apa thalesiană era o formă a "începutului", dar și "începutul însuși".
Thales presupunea că Pământul reprezintă un disc plat ce plutește mereu pe ape, iar cutremurele de pământ sunt provocate de valurile apei în vreme de furtună.

## Activitatea matematică
În domeniul matematicii, Thales a adus geometria în Grecia, familiarizându-se cu ea în timpul călătoriilor sale în Egipt și dezvoltând-o ulterior. Teoremele geometrice elaborate de el au constituit temelia matematicii grecești.
Thales a demonstrat că:
1. un cerc este împărțit în două părți egale de diametru;
2. unghiurile bazei unui triunghi isoscel sunt congruente;
3. unghiurile opuse la vârf sunt congruente;
4. un triunghi este determinat dacă sunt date o latură și unghiurile adiacente ei;
5. unghiul înscris într-un semicerc este unghi drept;
6. o paralelă dusă la una dintre laturile unui triunghi formează segmente proporționale pe celelalte două laturi ale triunghiului dat.

Atribuirea primelor patru teoreme ale lui Thales provine de la Proclus, care se baza pe o afirmație a lui Eudemos. Cea de-a cincea teoremă este citată din Diogenes din Pamphila, din secolul I.
Teorema patru este asociată cu realizarea practică a măsurării distanței dintre vasele de pe mare.
Hieronymus din Rhodos povestește cum a măsurat Thales înălțimea piramidelor din Egipt, folosind umbrele (a determinat momentul zilei în care umbra noastră este egală cu înălțimea).
Diogenius Laertius, în cartea Viețile și opiniile marilor filozofi, spune că „Thales a fost primul care a determinat cursa Soarelui de la un solstițiu la celălalt și a declarat că mărimea Soarelui ar fi a 720–a parte din cercul solar, și mărimea Lunii ar fi aceeași fracție din cercul lunar. Se spune că el a descoperit cele patru anotimpuri ale anului și l-a împărțit în 365 de zile”.

## Mitologia personajului
Thales a fost unul dintre cei mai importanți oameni ai timpului său, atât ca filozof și om de știință, cât și ca om de stat și legiuitor, prin maximele și zicerile sale. Drept dovadă a acestui lucru stă mărturie Plutarch, care povestește că niște pescari au găsit un tripod care ar fi aparținut Elenei din Troia. Mergând la templul din Delphi, preoteasa pythiană a lui Apollo le-a spus pescarilor să dea tripodul celui mai înțelept om. Aceștia i-au dat tripodul lui Thales.
Avea orgolii temperate ironic. Se zice că obișnuia să spună că mulțumește soartei pentru trei binefaceri: "Mult, pentru că m-am născut om, și nu animal, apoi, pentru că-s bărbat, și nu femeie, și al treilea, pentru că sunt grec, și nu barbar" (Diogenius Laertius)

## Tradiția lui Thales
Thales este amintit de Plutarh (Solon) , Cicero (De divinatione), Seneca (Nat. Quaestiones), Plinius cel Bătrân (Naturalis Historia), Galenus (In Hippocratis. De humoribus), Clement din Alexandria (Stromate).
Thales este aproape uitat în Evul Mediu și la începutul erei moderne, împărtășind, astfel, destinul tuturor presocraticilor. Se pierd multe, dar se păstrează ”elementologia”.
Kant spune în Logica că cel "care introduce aplicarea rațiunii speculative și de la care pornesc primii pași ai intelectului uman către cultura științifică este Thales, întemeietorul școlii ioniene El a fost supranumit fizician, așa cum, în genere, matematica precede întotdeauna filosofia". Hegel în Prelegeri de istorie a filosofiei atribuie lui Thales câteva pagini. Apoi, în secolul XIX, apar multe istorii ale filosofiei în care Thales împreună cu alți presocratici ocupă un loc de cinste.
Dimitrie Cantemir, în Divanul (1698) îl citează pe „Thalis” cu o presupusă maximă (neatestată de nici o altă sursă) „precum Thalis filosoful bine au cunoscut și dzice: Focul, muierea și marea, trei răutăți deopotrivă”.
Cosmologia elenă a lui Mircea Florian (1929) era cea mai aplicată și cea mai modernă lectură la timpul său despre presocratici.